# Malanje (prowincja)
Malanje – jedna z 18 prowincji Angoli, znajdująca się w północnej części kraju. Jej wysokość waha się od 500 do 1500 m n.p.m. Znana jest z występowania gigantycznej antylopy szablorogiej (Hippotragus niger variani). Stolicą jest Malanje. 
Graniczy z Demokratyczną Republiką Konga na północnym wschodzie, oraz z sześcioma innymi prowincjami Angoli: Lundą Północną i Lundą Południową na wschodzie, z Bié na południu, z Kwanzą Południową i Kwanzą Północną na zachodzie, oraz z Uíge na północnym zachodzie.
W prowincji znajduje się Park Narodowy Cangandala. Do ważniejszych rzek należą: Cambo, oraz na granicach Kuanza i Kuango.   

## Gospodarka
- Uprawa: maniok, ryż, bawełna, kukurydza, bataty, orzeszki ziemne, słonecznik, fasola, soja i warzywa
- Hodowla: bydło, kozy, owce i świnie
- Przemysł: materiały budowlane, produkty spożywcze i tytoń
- Minerały: mangan, miedź, żelazo, diamenty, granit, wapień i radioaktywne[2]

Prowincja przoduje w Angoli, w produkcji manioku i batatów.

## Podział administracyjny
W skład prowincji wchodzi 14 hrabstw:
| - Cacuso - Caombo - Cambundi-Catembo - Cangandala - Cuaba Nzogo - Cunda-Dia-Baze - Kalandula - Luquembo - Malanje - Marimba - Massango - Mucari - Quela - Quirima |